# João Pina
João Alexandre Ferreira de Pina dit João Pina (né le 31 juillet 1981 à Lisbonne au Portugal) est un judoka portugais évoluant dans la catégorie des moins de 73 kg.
Il a remporté l'or aux Championnats d'Europe de judo en 2010 et 2011.

En 2012, perturbé par des problèmes physiques, il est éliminé dès son premier match.
Il est qualifié pour les Jeux olympiques d'été de 2012.
En club, il évolue au Sporting Clube de Portugal, le club le plus titré du pays toutes disciplines confondues.

## Palmarès

### Palmarès international de João Pina
| Année | Compétition           | Lieu     | Résultat | Catégorie      |
| ----- | --------------------- | -------- | -------- | -------------- |
| 2003  | Championnats du monde | Osaka    | 5e       | Moins de 66 kg |
| 2004  | Jeux olympiques       | Athènes  | 7e       | Moins de 66 kg |
| 2004  | Championnats d'Europe | Bucarest | 7e       | Moins de 66 kg |
| 2007  | Championnats d'Europe | Belgrade | 5e       | Moins de 73 kg |
| 2010  | Championnats d'Europe | Vienne   | 1er      | Moins de 73 kg |
| 2011  | Championnats d'Europe | Istanbul | 1er      | Moins de 73 kg |
| 2012  | Jeux olympiques       | Londres  |          | Moins de 73 kg |